# John W. Dunn
John W. Dunn (Coatbridge, Lanarkshire, Escocia, 25 de febrero de 1919 - San Fernando, California, 17 de enero de 1983) fue un escritor y animador escocés de dibujos animados entre 1955 y 1983. Comenzó su carrera en el estudio de animación de Walt Disney, donde su primer trabajo como escritor -- Man in Space -- recibió una nominación al premio Oscar. Se trasladó a Warner Brothers Cartoons en 1960; ahí, comenzó con The Pied Piper of Guadalupe, también nominado al Oscar. Reemplazó a los escritores de Warner Brothers Michael Maltese y Warren Foster después de que se fueran a Hanna Barbera por razones económicas. 
Luego de que el estudio de animación cerrara en 1963, Dunn se unió a DePatie-Freleng Enterprises; en 1964, se dedicó a la historia de The Pink Phink, que ganó el Oscar al mejor cortometraje animado. Muchos de sus trabajos en DFE utilizaban historias de cortometrajes de Warner Brothers. Incluso ayudó como animador en la serie animada de Spider-Man en 1967. Murió en San Fernando, California debido a una insuficiencia cardíaca.